# Camp Shorabak
Le camp Bastion est une base militaire britannique située au nord-ouest de Lashkar Gah, capitale de la province d'Helmand en Afghanistan. Elle est nommée camp Shorabak depuis sa reprise par les Talibans

## Historique
La base a été construite au début de l'année 2006, dans le cadre de la seconde guerre d'Afghanistan, par le 39e régiment des Royal Engineers, génie militaire des forces armées britanniques,. En 2008, le corps des Marines des États-Unis a établi le Camp Leatherneck (en) à proximité de la base britannique.
Le camp Bastion est attaqué le 15 septembre 2012 par une quinzaine de talibans. Deux soldats américains sont tués durant l'assaut et six avions d'attaque au sol AV-8B Harrier II sont détruits.
À la suite du départ des Britanniques, les Afghans l'ont renommé en camp Shorabak.